# Octopussy
Octopussy er en britisk actionfilm fra 1983. Filmen er den 13. i Eon Productions serie om den hemmelige agent James Bond, der blev skabt af Ian Fleming. Filmen er opkaldt efter novellen i Flemings samling Octopussy and The Living Daylights fra 1966. Novellens handling indgår ikke direkte i filmen, men der refereres til den. Til gengæld indgår det meste af handlingen fra Property of a Lady fra samme novellesamling.
Det stod ikke klart på forhånd, at Roger Moore skulle spille Bond en gang til. Timothy Dalton var derfor på tale som alternativ, mens Michael Billington og James Brolin var til prøveoptagelser. Men da den rivaliserende Bond-film Never Say Never Again blev annonceret, valgte producenterne at bruge Moore igen ud fra den betragtning, at en etableret skuespiller i rollen ville klare sig bedre mod den gamle Bond-skuespiller, Sean Connery. Et nyt indslag var til gengæld, at Robert Brown overtog rollen som Bonds chef M efter Bernard Lees død i 1981. Titelrollen som Octopussy gik til Maud Adams, der tidligere havde spillet Bond-pige i The Man with the Golden Gun. Blandt de medvirkende bemærkes den professionelle tennisspiller Vijay Amritraj, der indledte en kort skuespillerkarriere med denne film.
Jernbanescenerne blev optaget på den engelske veteranbane Nene Valley Railway. Et af de medvirkende damplokomotiver er danske S 740, som tilhørte banen på det tidspunkt, men som i 1995 vendte hjem til Danmark og nu er under restaurering.

## Plot
Et falsk Fabergé-æg dukker op, lige før originalen skal på auktion. Køberen er den lyssky Kamal Khan, der har forbindelse til den krigsgale sovjetiske general Orlov. Bond opsøger Khan i Indien og kommer ham på tværs. Bond finder også frem til Khans anden samarbejdspartner Octopussy, hvis gruppe kvinder bruger et cirkus som dække for deres smuglerier. Noget Khan og Orlov har i sinde at udnytte.

## Medvirkende
- Roger Moore – James Bond
- Maud Adams – Octopussy
- Louis Jourdan – Kamal Khan
- Kristina Wayborn – Magda
- Kabir Bedi – Gobinda
- Steven Berkoff – General Orlov
- Vijay Amritraj – Vijay
- Walter Gotell – General Gogol
- Michaela Clavell – Penelope Smallbone
- Robert Brown – M
- Desmond Llewelyn – Q
- Lois Maxwell – Miss Moneypenny

### Hjælpemidler
- Acrostar Mini Jet – Lille fly med opklappelige vinger, så den kan gemmes i en hestetrailer. Bond bruger den til at flygte i i åbningssekvensen.[9]
- Varmluftballon – Ballon med kamera og skærm i gondolen så Bond og Q kan følge hvad der sker på valpladsen, når Octopussys og Khans mænd kæmper mod hinanden.[9]
- Krokodille-ubåd – Enmands-ubåd forklædt som krokodille. Bond bruger den til at snige sig til og fra Octopussys palads.[9]
- Fyldepen – Pen med høretelefon til aflytning af mikrofon skjult i Fabbergé-æg og mulighed for udskydning af syreblanding.[10]
- Jo-jo-rundsavsblad – En af de mænd, Khan lejer, bruger et rundsavsblad med jo-jo-funktion som våben.[10]

### Lokaliteter i filmen
- London
- Vestberlin og Feldstadt Airforce Base, Vesttyskland
- Østberlin og Karl-Marx-Stadt, Østtyskland
- Moskva
- Udaipur, Indien
- Fiktivt Cuba-lignende land

### Optagesteder
- Pinewood Studios, London
- Indien
- Tyskland
- USA
- England
- RAF Northolt, RAF Lakenheath, RAF Oakley og Nene Valley Railway, England